# Espermateca

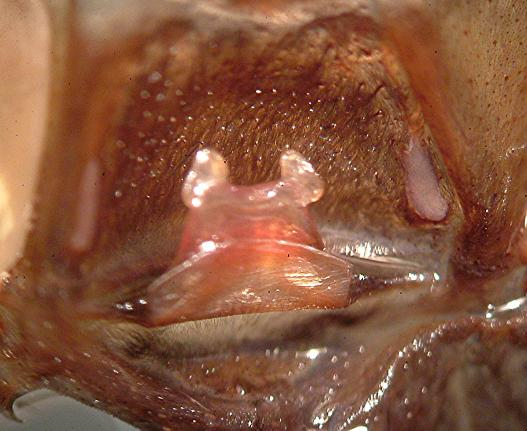
Espermateca d'una taràntula de genolls blancs.

L'espermateca' és un òrgan de l'aparell reproductiu de les femelles de certs insectes, mol·luscs i d'alguns altres invertebrats i vertebrats. El seu propòsit és rebre i emmagatzemar l'esperma rebut del mascle. Generalment és allà on té lloc la fertilització, és a dir la unió del gàmeta femení amb el masculí quan l'oòcit es troba madur.
L'espermateca està recoberta d'epiteli i té forma variable; algunes són tubs fins i enroscats, unes altres són evaginacions de l'aparell reproductiu. Algunes espècies tenen més d'una espermateca.